# Liste ehemaliger Sakralbauten in Eisenach

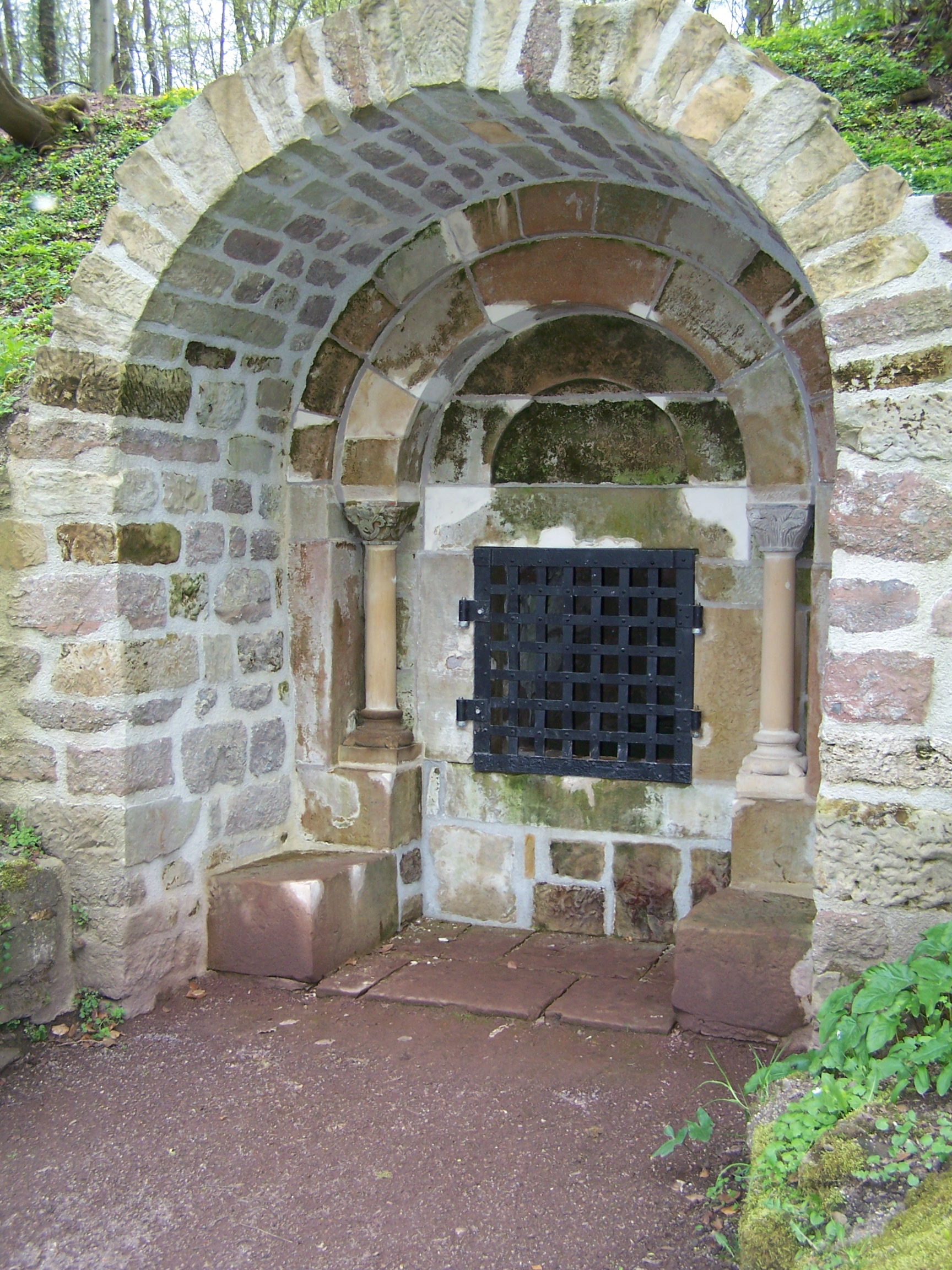
Der Brunnen vom Hospital St. Elisabeth

Die Liste ehemaliger Sakralbauten in Eisenach nennt insbesondere Klöster, Kirchen, Kapellen und Spitäler. Sie spiegeln einen Teil der Geschichte der Stadt wider. Das Gesamtthema der mittelalterlichen Kirchen Eisenachs wird im Thüringer Museum in Eisenach als Dauerausstellung mit wechselnden Schwerpunkten dargestellt. Die Synagoge wurde 1938 zerstört.

## Liste
Klöster
- Nikolaikloster
- Katharinenkloster
- Franziskanerkloster St. Paul
- Franziskanerkloster St. Elisabeth
- Johanniskloster
- Kartause Eisenach
- Dominikanerkloster

Kirchen
- Peterskirche
- St. Marien
- Michaelskirche
- Jakobskirche

Kapellen und Spitäler
- St. Egidien
- St. Johannis
- Hospital und Kapelle St. Justus
- Hospital und Kapelle St. Clemens
- Hospital und Kapelle St. Annen
- Hospital und Kapelle St. Spiritus

Synagogen
- Synagoge Eisenach